# Время ДДТ
«Время ДДТ» — документальный фильм, посвящённый истории рок-группы «ДДТ» с 1980 по 2002 год в контексте исторических событий в России того времени (Перестройка, распад СССР, кризис 1993 года, война в Чечне и т. д.). Фильм впоследствии был показан на российском телеканале ТВС.
Режиссёром выступил клипмейкер Василий Бледнов. Фильм включает большое количество редких видеоматериалов из личного архива Юрия Шевчука, музыкантов ДДТ и близких к группе людей. В картину вошли интервью с Юрием Шевчуком, Михаилом Черновым, Вадимом Курылёвым, участниками уфимского состава группы и др.
«Время ДДТ» разбит на четыре части: «Периферия», «Ленинград», «Рождённый в СССР» и «Мама, это рок-н-ролл?», охватывающие различные периоды в истории группы.
Юрий Шевчук так отозвался о картине:

Странный фильм. На фоне ДДT там разворачивается история нашей страны, — вот эти безумные 20 лет. Я что-то рассказываю, ребята рассказывают, идёт какая-то хроника, обобщения… Он сделан в классическом стиле — так делают фильмы о западных группах. Что-то вроде «Антологии» Beatles. Я считаю, что это первая работа в России такого рода.